# Wolfgang Coy

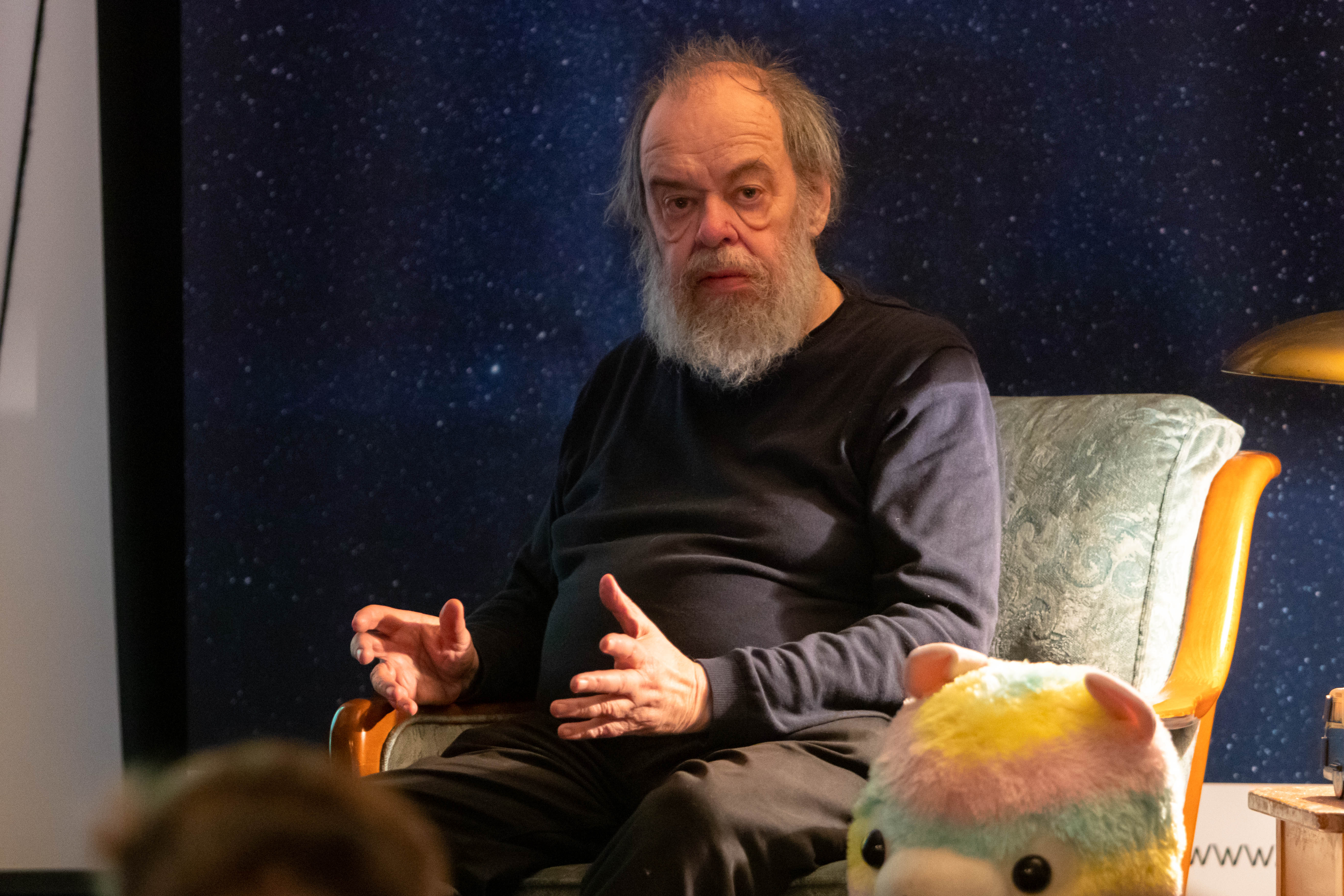
Wolfgang Coy im Turing-Bus 2019

Wolfgang Coy (* 3. November 1947 in Frankfurt am Main) ist ein deutscher Informatiker. 
Er ist emeritierter Professor für Informatik an der Humboldt-Universität zu Berlin. Er war Leiter des Lehrstuhls Informatik in Bildung und Gesellschaft mit den Forschungsschwerpunkten Digitale Medien, Informatik und Gesellschaft, Geistiges Eigentum, Theorie der Informatik, Sozial- und Kulturgeschichte der Informatik, Fachdidaktik der Informatik sowie philosophische, ethische und theoretische Fragen der Informatik.

## Leben
Nach dem Abitur absolvierte Wolfgang Coy ein Studium der Fächer Elektrotechnik, Mathematik und Philosophie an der TH Darmstadt, das er 1972 als Diplomingenieur der Mathematik beendete. Er promovierte 1975 in Informatik mit einer Dissertation über die Komplexität von Hardwaretests. Ab 1979 übernahm er eine Professur für Informatik an der Universität Bremen. Von 1996 bis 2013 hatte er die Professur für Informatik an der Humboldt-Universität zu Berlin inne.
Coy ist deutscher Delegierter in der Sektion Computer and Society der International Federation for Information Processing (IFIP) und einer der ersten zehn Fellows der Gesellschaft für Informatik (GI). Seit 2011 ist er Mitglied der Leibniz-Sozietät zu Berlin. Er ist Gründungsmitglied des Hermann von Helmholtz-Zentrums für Kulturtechnik (HZK) und Vorsitzender der Medienkommission des Akademischen Senats der Humboldt-Universität zu Berlin. Von 2006 bis 2009 war er Dekan der mathematisch-naturwissenschaftlichen Fakultät II der Humboldt-Universität. Als Vorstandsmitglied unterstützt er die Arbeit des Berliner Stiftungsverbundkollegs der Alcatel-Lucent-Stiftung für Kommunikationsforschung.
Er ist darüber hinaus Mitglied des Beirates im Forum InformatikerInnen für Frieden und gesellschaftliche Verantwortung (FIfF). Am 29. September 2018 ist Wolfgang Coy die Weizenbaum-Medaille des FIfF verliehen worden.
Er ist u. a. Mitherausgeber der Zeitschrift Information & Culture: A Journal of History sowie Mitveranstalter der seit 1991 Jahren veranstalteten Tagungsreihe HyperKult.

## Schriften
- Industrieroboter – Archäologie der Zweiten Schöpfung. Rotbuch, Berlin 1985, ISBN 3-88022-297-5.
- mit Lena Bonsiepen: Erfahrung und Berechnung – Zur Kritik der Expertensystemtechnik. Springer, Berlin 1989.
- Aufbau und Arbeitsweise von Rechenanlagen. 2. Auflage. Vieweg, Braunschweig/ Wiesbaden 1991.
- mit Frieder Nake, Jörg-Martin Pflüger, Arno Rolf, Jürgen Seetzen, Dirk Siefkes und Reinhard Stransfled (Hrsg.): Sichtweisen der Informatik (Theorie der Informatik). Vieweg, Braunschweig/ Wiesbaden 1992.
- Was ist, was kann, was soll 'Informatik und Gesellschaft'? In: Britta Schinzel (Hrsg.): Schnittstellen: Zum Verhältnis Von Informatik Und Gesellschaft (Theorie Der Informatik). Vieweg, 1996.
- Bauelemente der Turingschen Galaxis. In: E. Bulmahn, K. van Haaren, D. Hensche, M. Kieper, H. Kubicek, R. Rilling, R. Schmiede (Hrsg.): Informationsgesellschaft-Medien-Demokratie. Reihe Forum Wissenschaft. BdWi-Verlag, Marburg 1996.
- Defining Discipline. Springer, 1997
- mit Martin Warnke, Georg Christoph Tholen: HyperKult. Geschichte, Theorie und Kontext Digitaler Medien. Stroemfeld, Basel/ Frankfurt am Main 1997.
- Media Control – Wer kontrolliert das Internet? In: Sybille Krämer (Hrsg.): Medien-Computer-Realität: Wirklichkeitsvorstellungen und Neue Medien. Suhrkamp, Frankfurt am Main 1998.
- Between the Disciplines. Inroads – The SIGCSE Bulletin, 2004.
- mit Martin Warnke und Georg Christoph Tholen: HyperKult II. Zur Ortsbestimmung analoger und digitaler Medien. transcript, Bielefeld 2005.
- Zur Ortsbestimmung analoger und digitaler Medien. Transcript, Bielefeld 2005.
- mit Claus Pias (Hrsg.): Powerpoint – Macht und Einfluss eines Präsentationsprogramms. Fischer, Frankfurt am Main 2009.
- mit Debora Weber-Wulff, Christina Class, Constanze Kurz, David Zellhöfer: Gewissensbisse – Ethische Probleme der Informatik. transcript, Bielefeld 2009.
- Market and Agora: Community Building by Internet In: William Aspray, Paul E. Ceruzzi: The internet and American business. MIT Press, Cambridge/ London 2010.
- mit Peter Schirmbacher (Hrsg.): Informatik in der DDR. Humboldt-Universität zu Berlin (edoc), Berlin 2010.
- mit Hansjürgen Garstka (Hrsg.): „Wenn ich einen würdigen Nachfolger gehabt hätte…“ – Wilhelm Steinmüllers Zeit als Professor für Angewandte Informatik an der Universität Bremen. Humboldt-Universität zu Berlin (edoc), Berlin 2014.
- Der Verdacht besteht, dass Sie verdächtig sind …  In: Frank Fuchs-Kittowski; Werner Kriesel (Hrsg.): Informatik und Gesellschaft. Festschrift zum 80. Geburtstag von Klaus Fuchs-Kittowski. Peter Lang Internationaler Verlag, Frankfurt am Main/ Bern/ Bruxelles/ New York/ Oxford/ Warszawa/ Wien 2016, ISBN 978-3-631-66719-4.

## Sekundärliteratur
- Andrea Knaut, Christian Kühne, Constanze Kurz, Jörg Pohle, Rainer Rehak, Stefan Ullrich (Hrsg.): Per Anhalter durch die Turing-Galaxis. MV-Wissenschaft, Münster 2012, ISBN 978-3-86991-697-2. (Festschrift zum 65. Geburtstag)